# 于索
于索（法語：Usseau，法語發音：[yso]）是法国新阿基坦大区维埃纳省的一个市镇，属于沙泰勒罗区。

## 地理
于索（46°52'34"N, 0°30'31"E）面积18.95 平方千米，位于法国新阿基坦大区维埃纳省，该省份为法国中西部省份，北起曼恩-卢瓦尔省和安德尔-卢瓦尔省，西接德塞夫勒省，南至夏朗德省，东南接上维埃纳省，东临安德尔省。
与于索接壤的市镇（或旧市镇、城区）包括：昂特朗、莱涅叙吕索、圣热尔韦-莱特鲁瓦克洛谢、蒂雷、韦莱什。

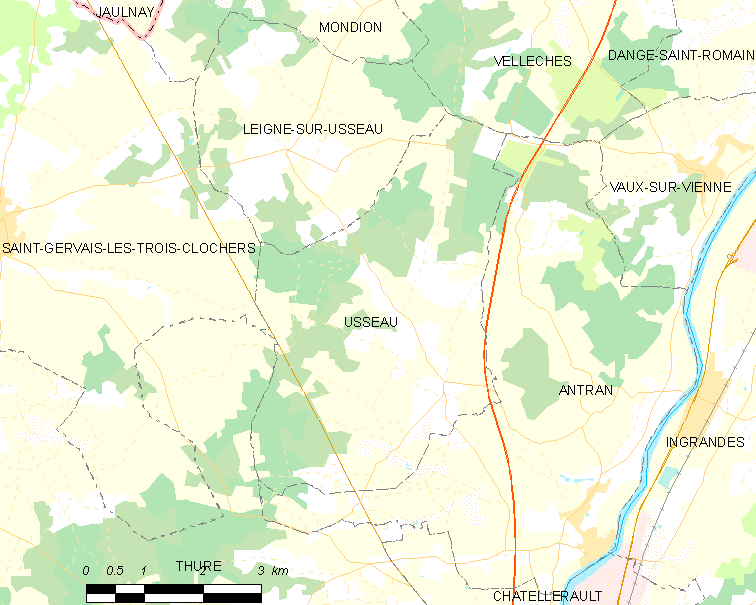
于索的OSM定位图

于索的时区为UTC+01:00、UTC+02:00（夏令时）。

## 行政
于索的邮政编码为86230，INSEE市镇编码为86275。

## 政治
于索所属的省级选区为沙泰勒罗第二县。

## 人口

1962-2008年间于索人口变化图示

于索于2022年1月1日时的人口数量为582人。